# Flux de caixa descomptat
L'anàlisi del flux de caixa descomptat (en anglès discounted cash flow o DCF), en anàlisi financer, és un mètode utilitzat per valorar un valor, projecte, empresa o actiu, que incorpora el valor temporal dels diners. L'anàlisi del flux d'efectiu descomptat s'utilitza àmpliament en finançament d'inversions, desenvolupament immobiliari, gestió financera corporativa i valoració de patents. Utilitzat a la indústria ja als anys 1700 o 1800, va ser àmpliament discutit en economia financera als anys 60, i els tribunals nord-americans van començar a utilitzar el concepte als anys 80 i 90.

## Aplicació
| Elements principals |
| A un nivell molt alt, els principals elements per valorar una empresa per Flux de caixa descomptat són els següents; vegeu Valoració mitjançant fluxos d'efectiu descomptats i els gràfics següents per obtenir-ne més detalls: - Projeccions de flux d'efectiu gratuïts: projeccions de la quantitat d'efectiu produïda per les operacions comercials d'una empresa després de pagar les despeses d'explotació i les despeses de capital. - Taxa de descompte: el cost del capital (deute i capital) de l'empresa. Aquesta taxa, que actua com un tipus d'interès sobre les entrades d'efectiu futures, s'utilitza per convertir-les en equivalents en dòlars actuals. - Valor terminal: el valor d'un negoci al final del període de projecció (típicament per a una anàlisi DCF és un període de projecció de 5 anys o, ocasionalment, un període de projecció de 10 anys). |

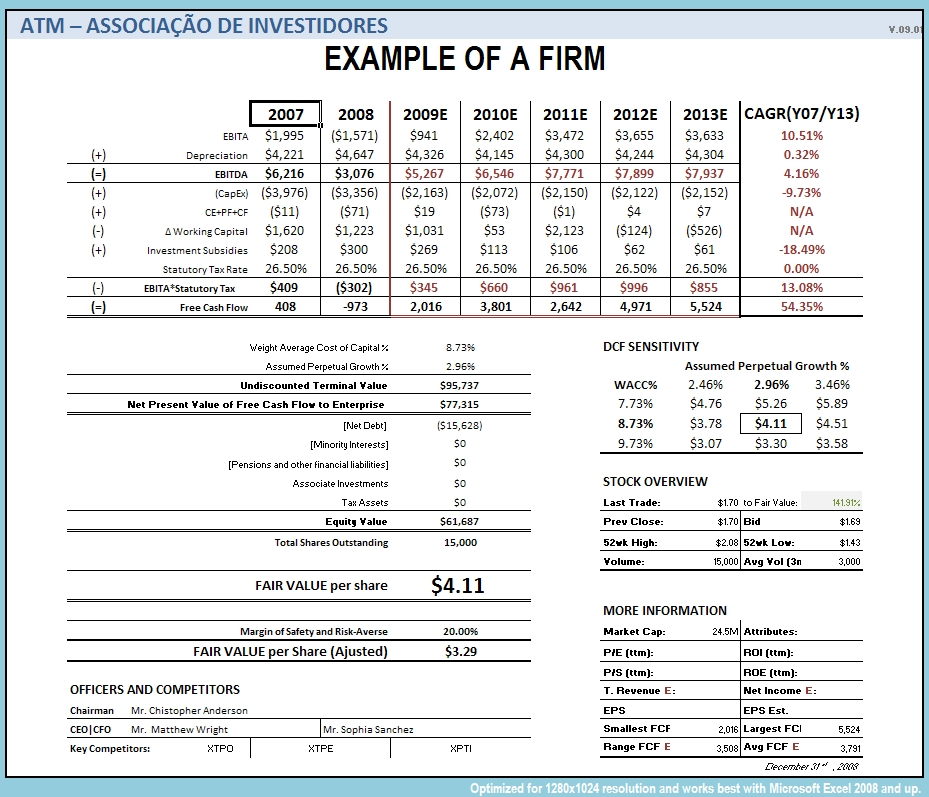
Aquí, una valoració de full de càlcul, utilitza els fluxos d'efectiu gratuïts per estimar el valor raonable de les accions i mesurar la sensibilitat del WACC i el creixement perpetu.

En l'anàlisi de fluxos d'efectiu de descompte, tots els fluxos d'efectiu futurs s'estimen i es descompten utilitzant el cost del capital per donar els seus valors actuals (PV). La suma de tots els fluxos d'efectiu futurs, tant entrants com sortints, és el valor actual net (VAN), que es pren com el valor dels fluxos d'efectiu en qüestió.
L'ús de l'anàlisi DCF per calcular el VAN té com a entrada fluxos d'efectiu i una taxa de descompte i dona com a sortida un valor actual. El procés contrari pren els fluxos d'efectiu i un preu (valor actual) com a inputs, i proporciona com a sortida la taxa de descompte; això s'utilitza en els mercats de bons per obtenir el rendiment.

## Història
Els càlculs de flux d'efectiu descomptats s'han utilitzat d'alguna manera des que es va començar a prestar diners amb interessos en l'antiguitat. Els estudis sobre les matemàtiques de l'antic Egipte i Babilònia suggereixen que utilitzaven tècniques semblants al descompte dels fluxos d'efectiu futurs. L'anàlisi moderna de fluxos d'efectiu descomptat s'ha utilitzat almenys des de principis del 1700 a la indústria del carbó del Regne Unit.
La valoració del flux d'efectiu descomptat es distingeix del valor comptable en llibres, que es basa en l'import pagat per l'actiu. Després de la caiguda de la borsa de 1929, l'anàlisi de fluxos d'efectiu descomptat va guanyar popularitat com a mètode de valoració de les accions. Irving Fisher en el seu llibre de 1930 The Theory of Interest i el text de 1938 de John Burr Williams The Theory of Investment Value va expressar per primera vegada formalment el mètode DCF en termes econòmics moderns.

## Matemàtiques

### Fluxos d'efectiu descomptats
La fórmula del flux d'efectiu descomptat ve de la fórmula del valor actual per calcular el valor temporal dels diners
{\displaystyle DCF={\frac {CF_{1}}{(1+r)^{1}}}+{\frac {CF_{2}}{(1+r)^{2}}}+\dotsb +{\frac {CF_{n}}{(1+r)^{n}}}}
i rendiments composts:
{\displaystyle FV=DCF\cdot (1+r)^{n}}.
D'aquesta manera, el valor actual descomptat (per a un flux d'efectiu en un període futur) s'expressa com:
{\displaystyle DPV={\frac {FV}{(1+r)^{n}}}}
on
- DPV és el valor actual descomptat del flux d'efectiu futur (FV) o FV ajustat pel retard en la recepció;
- FV és el valor nominal d'un import de flux d'efectiu en un període futur (vegeu Ajust a mig any);
- r és el tipus d'interès o el tipus de descompte, que reflecteix el cost de l'immobilització del capital i també pot tenir en compte el risc que el pagament no es pugui rebre íntegrament;[5]
- n és el temps en anys abans que es produeixi el flux d'efectiu futur.

Quan es descompten varis fluxos d'efectiu en diversos períodes temporals, cal sumar-los de la següent manera:
{\displaystyle DPV=\sum _{t=0}^{N}{\frac {FV_{t}}{(1+r)^{t}}}}
per a cada flux d'efectiu futur (FV) en qualsevol període (t) en anys des del moment present, sumat en tots els períodes. Aleshores, la suma es pot utilitzar com a valor actual net. Si l'import s'ha de pagar en el momen es coneix com 0 (ara) per a tots els fluxos d'efectiu futurs, llavors aquesta quantitat es pot substituir per DPV i l'equació es pot resoldre per r, és a dir, la taxa interna de rendibilitat.
Tot l'anterior suposa que el tipus d'interès es manté constant durant tot el període.
Si s'assumeix que el flux d'efectiu continua indefinidament, la previsió finita normalment es combina amb l'assumpció d'un creixement constant del flux d'efectiu més enllà del període de projecció discret. El valor total d'aquest flux d'efectiu és la suma de la previsió de flux d'efectiu descomptat finit i el valor terminal.

### Fluxos de caixa continus
Per als fluxos d'efectiu continus, la suma de la fórmula anterior es substitueix per la d'una integració:
on {\displaystyle FV(t)} és ara la taxa de flux d'efectiu, i {\displaystyle \lambda =\ln(1+r)}.

## Taxa de descompte
L'acte de descomptar els fluxos d'efectiu futurs es pregunta "quants diners s'haurien d'invertir actualment, a una taxa de rendibilitat determinada, per obtenir el flux de caixa previst en una data futura?" En altres paraules, el descompte determina el valor actual dels fluxos d'efectiu futurs, utilitzant una taxa que reflecteix adequadament el risc i el moment d'aquests fluxos d'efectiu, coneguda com el cost del capital.
Així, aquesta "retorn requerit" incorpora:
1. Valor temporal dels diners (taxa sense risc): segons la teoria de la preferència temporal, els inversors preferirien tenir efectiu immediatament que no pas haver d'esperar i, per tant, s'han de compensar pagant el retard.
2. Prima de risc: reflecteix el rendiment addicional que demanen els inversors perquè volen ser compensats pel risc que el flux d'efectiu no es materialitzi després de tot.

Per a aquest últim, s'han desenvolupat diversos models, on la prima es calcula (normalment) en funció del rendiment de l'actiu en referència a alguna variable macroeconòmica -per exemple, el CAPM compara els rendiments històrics de l'actiu amb els del "mercat global".
Un enfocament alternatiu, encara que menys comú, és aplicar un mètode de "valoració fonamental", com el "model T", que es basa en la informació comptable. Altres mètodes de descompte, com el descompte hiperbòlic, s'estudien a l'acadèmia i es diu que reflecteixen la presa de decisions intuïtiva, però no s'utilitzen generalment a la indústria. En aquest context, l'anterior s'anomena "descompte exponencial".
La terminologia "rendiment esperat", encara que formalment el valor esperat matemàtic, s'utilitza sovint de manera intercanviable amb l'anterior, on "esperat" significa "exigit" o "exigit" pels inversors.
El mètode també pot ser modificat per la indústria, per exemple s'han proposat diverses fórmules a l'hora d'escollir una taxa de descompte en un entorn sanitari ; de manera similar en un entorn miner, on les característiques de risc poden diferir (dràsticament) segons la propietat.

## Mètodes de valoració d'una empresa o projecte
Per a aquests propòsits de valoració, avui dia es distingeixen diversos mètodes DCF, alguns dels quals es descriuen a continuació. És probable que els detalls varien en funció de l' estructura de capital de l'empresa. No obstant això, és probable que les hipòtesis utilitzades en l'avaluació (especialment la taxa de descompte del patrimoni net i la projecció dels fluxos d'efectiu a assolir) siguin almenys tan importants com el model precís utilitzat. Tant el flux d'ingressos seleccionat com el model de cost del capital associat determinen el resultat de valoració obtingut amb cada mètode. (Aquesta és una de les raons per les quals aquests mètodes de valoració es coneixen formalment com a mètodes d'ingressos econòmics futurs descomptats.)

### Enfocament de l'equitat
- Enfocament dels fluxos a l'equitat (FTE)
  - Descomptar els fluxos d'efectiu disponibles per als titulars de capital social, després de tenir en compte el cost del servei del capital de deute
  - Avantatges: té en compte explícitament el cost del capital de deute
  - Inconvenients: requereix judici sobre l'elecció de la taxa de descompte

### Entitat-enfocament
- Enfocament valor actual ajustat (APV)
  - Descompteu els fluxos d'efectiu abans de permetre el capital de deute (però permetent la desgravació fiscal obtinguda sobre el capital de deute)
  - Avantatges: més senzill d'aplicar si s'està valorant un projecte específic que no té finançament de capital de deute específic.
  - Desavantatges: requereix judici sobre l'elecció de la taxa de descompte; no hi ha cap previsió explícita pel cost del capital de deute, que pot ser molt superior a una taxa sense risc
- Enfocament cost mitjà ponderat del capital (WACC)
  - Deduïu un cost ponderat del capital obtingut de les diferents fonts i utilitzeu aquesta taxa de descompte per descomptar els fluxos d'efectiu lliures no apalancats del projecte.
  - Avantatges: Supera el requisit de finançament de capital de deute per a projectes concrets
  - Inconvenients: Cal tenir cura en la selecció de la font d'ingressos adequada. El flux d'efectiu net al capital invertit total és l'opció generalment acceptada.
- Enfocament flux d'efectiu total (TCF)
  - Aquesta distinció il·lustra que el mètode del flux d'efectiu descomptat es pot utilitzar per determinar el valor de diversos interessos de propietat empresarial. Aquests poden incloure titulars de capital o deute.
  - Alternativament, aquest mètode es pot utilitzar per valorar una empresa basant-se en el valor total del capital invertit. Les diferències principals es troben en l'elecció del flux d'ingressos i la taxa de descompte. Per exemple, el flux d'efectiu net al capital invertit total i el cost ponderat del capital (WACC) són adequats quan es valora una empresa segons el valor de mercat de tot el capital invertit.[8]

## Deficiències
S'identifiquen les següents dificultats en l'aplicació del DCF a la valoració:
1. Fiabilitat de la previsió: els models DCF tradicionals suposen que podem preveure amb precisió els ingressos i els guanys entre 3 i 5 anys en el futur. Però els estudis han demostrat que el creixement no és ni previsible ni persistent.[9]

En altres termes, l'ús de models DCF és problemàtic a causa del problema de la inducció, és a dir, pressuposant que una seqüència d'esdeveniments en el futur es produirà com sempre ha passat en el passat. Col·loquialment, en el món de les finances, el problema de la inducció sovint es simplifica amb la frase comuna: els rendiments passats no són indicatius de resultats futurs. De fet, la SEC exigeix que tots els fons d'inversió utilitzin aquesta frase per advertir als seus inversors.[10]
Aquesta observació ha portat alguns a concloure que els models de Flux de Caixa Descomptat (DCF) només s'han d'utilitzar per valorar empreses amb fluxos de caixa constants. Per exemple, els models DCF s'utilitzen àmpliament per valorar empreses madures en sectors industrials estables, com ara els serveis públics. En canvi, per a les indústries que són especialment imprevisibles i, per tant, més difícils de preveure, els models DCF poden resultar especialment complicats. Exemples d'aquests sectors inclouen:
  - Béns arrels: En el sector dels béns arrels, els inversors utilitzen models de Flux de Caixa Descomptat (DCF) per valorar els projectes de desenvolupament immobiliari comercial. Aquesta pràctica presenta dues deficiències principals. En primer lloc, el supòsit de la taxa de descompte es basa en el mercat d'inversions competidores en el moment de l'anàlisi, però aquesta situació pot no mantenir-se en el futur. En segon lloc, les hipòtesis sobre els augments dels ingressos a deu anys es basen normalment en augments històrics de la renda del mercat. No obstant això, la naturalesa cíclica de la majoria dels mercats immobiliaris no es té en compte. La majoria dels préstecs immobiliaris es fan durant el boom dels mercats immobiliaris, i aquests mercats solen durar menys de deu anys. Per tant, a causa del problema de la inducció, l'ús d'un model DCF per valorar béns immobles comercials durant els primers anys d'un mercat en auge pot provocar una sobrevaloració.[11]
  - Empreses tecnològiques en fase inicial: en la valoració de les startups, el mètode de Flux de Caixa Descomptat (DCF) es pot aplicar diverses vegades amb diferents supòsits per avaluar una sèrie de possibles resultats futurs, com ara el millor, el pitjor i el més probable. Tot i així, la manca de dades històriques de l'empresa i la incertesa sobre els factors que poden afectar el seu desenvolupament fan que els models DCF siguin especialment difícils d'utilitzar per valorar les startups. Hi ha una manca de credibilitat pel que fa als fluxos d'efectiu futurs, el cost futur del capital i la taxa de creixement de l'empresa. En pronosticar dades limitades en un futur impredictible, el problema de la inducció és especialment pronunciat.[12]
2. Estimació de la taxa de descompte: tradicionalment, els models DCF assumeixen que el model de preus d'actius de capital es pot utilitzar per avaluar el risc d'una inversió i establir una taxa de descompte adequada. Alguns economistes, però, suggereixen que el model de preus dels actius de capital ha estat invalidat empíricament.[13] es proposen diversos altres models, encara que tots estan subjectes a algunes crítiques teòriques o empíriques.
3. Problema d'entrada-sortida: DCF és només una eina de valoració mecànica, que la sotmet al principi " escombraries entra, escombraries fora" Petits canvis en els inputs poden provocar grans canvis en el valor d'una empresa. Aquest és especialment el cas dels valors terminals, que constitueixen una gran part del valor final del flux de caixa descomptat.
4. Variables que falten: els càlculs tradicionals de DCF només tenen en compte els costos i beneficis financers d'una decisió. No inclouen el rendiment ambiental, social i de govern d'una organització.[14] Aquesta crítica, vàlida per a totes les tècniques de valoració, s'aborda mitjançant un enfocament anomenat "IntFV" que es comenta a continuació.

## Valor futur integrat
Per abordar la manca d'integració de la importància, el valor i els riscos a curt i llarg termini associats al capital natural i social en el càlcul tradicional de DCF, les empreses avaluen el seu rendiment ambiental, social i de govern (ESG) mitjançant un enfocament de gestió integrada per a la presentació d'informes. Aquest enfocament amplia el DCF o el valor actual net per convertir-lo en el valor futur integrat (IntFV).
Això permet a les empreses valorar les seves inversions no només pel seu rendiment financer sinó també pel retorn ambiental i social a llarg termini. En destacar el rendiment ambiental, social i de govern (ESG) en els informes, els responsables de la presa de decisions tenen l'oportunitat d'identificar noves àrees per a la creació de valor que no es revelen a través dels informes financers tradicionals. A tall d'exemple, el cost social del carboni és un valor que es pot incorporar als càlculs del valor futur integrat per englobar el dany a la societat per les emissions de gasos d'efecte hivernacle que resulten d'una inversió.
Aquest és un enfocament integrat per a la presentació d'informes que dona suport a la presa de decisions Integrated Bottom Line (IBL). Aquest enfocament va un pas més enllà del triple resultat final (TBL) i combina els informes de rendiment financer, ambiental i social en un sol balanç. Això proporciona als responsables de la presa de decisions la visió necessària per identificar oportunitats de creació de valor que promouen el creixement i el canvi dins d'una organització.